# Барнетта, Транквилло
Транкви́лло Барне́тта (итал. Tranquillo Barnetta; 22 мая 1985, Санкт-Галлен, Швейцария) — швейцарский футболист, полузащитник. Выступал в национальной сборной Швейцарии.

## Карьера

### Клубная
Его отец и мать имеют итальянское происхождение. Барнетта начал свою карьеру в родном «Санкт-Галлене». Уже в 17 лет он дебютировал в основном составе. После чемпионата Европы 2004 года он перебрался в немецкий клуб «Байер 04» из Леверкузена. Свой первый сезон для Транквилло сложился неудачно, он был отдан в аренду «Ганноверу», где, сыграв несколько матчей, получил травму и пропустил много времени.
К сезону 2005/06 Барнетта вернулся в «Байер». В том сезоне он забил 6 голов и отдал 7 голевых передач. В следующем сезоне результат оказался не столь впечатляющим (1 гол и 2 передачи), но он всё равно являлся одним из ключевых игроков команды.
В ноябре 2009 года Барнетта продлил контракт с «Байером», который истекал по окончании сезона 2009/10, до лета 2012 года. В мае 2012 года Барнетта отказался продлевать контракт с леверкузенским клубом.
3 июля 2012 года Барнетта подписал контракт с «Шальке 04» на 3 года.
2 сентября 2013 года Барнетта был арендован франкфуртским «Айнтрахтом» на один год.
29 июля 2015 года Барнетта перешёл по свободному трансферу в клуб MLS «Филадельфия Юнион». В американской лиге дебютировал 1 августа в матче против «Нью-Йорк Ред Буллз». 20 сентября в матче против «Хьюстон Динамо» забил свой первый гол в MLS. По окончании сезона 2016 Барнетта покинул «Филадельфию Юнион».
С 1 января 2017 года Барнетта вернулся в «Санкт-Галлен», подписав контракт до лета 2019 года. По окончании сезона 2018/19 Транквилло Барнетта завершил футбольную карьеру.

### В сборной
В сборную Швейцарии Барнетта получил приглашение в июле 2004 года и даже поехал на чемпионат Европы, но так и не сыграл ни одного матча на турнире. Дебют в сборной состоялся 8 сентября 2004 года в матче против сборной Ирландии. Свой первый гол за сборную Барнетта забил в ворота сборной Шотландии 1 марта 2006 года.
На чемпионате мира 2006 года Барнетта сыграл довольно удачно, забил 1 гол в ворота сборной Того и был назван одним из лучших молодых игроков турнира. В отборочном матче на чемпионат Европы 2012 года против сборной Англии сделал дубль и помог своей сборной добиться ничьей.